# Edward White

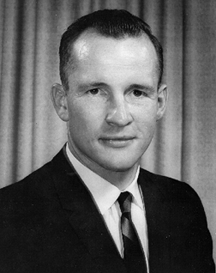
Edward White

Edward Higgins White, II (San Antonio (Texas), 14 november 1930 – Cape Canaveral, 27 januari 1967) was een Amerikaans astronaut.
White werd geboren in San Antonio, Texas en behaalde zijn Bachelor of Sciences aan de Militaire Academie van de V.S. in 1952 en zijn Bachelor of Sciences in de vliegtuigbouw aan de Universiteit van Michigan in 1959. Hij trouwde en had twee kinderen, Bonnie en Edward III.
Hij werd gekozen als astronaut in 1962. Hij werd ook specialist in vluchtleidingssystemen van de Apollo CSM.
Hij was de eerste Amerikaanse astronaut die zich buiten het ruimtevaartuig begaf om een ruimtewandeling uit te voeren. Dit was tijdens de vlucht van Gemini 4.
White stierf met mede-astronauten Virgil Grissom en Roger Chaffee bij de brand van de Apollo 1 op het Cape Canaveral Air Force Station Lanceercomplex 34. Hij werd begraven met volledige militaire eer op West Point.